# Collegio di Nottingham North
Nottingham North è stato un collegio elettorale inglese situato nel Nottinghamshire e rappresentato alla Camera dei comuni del Parlamento del Regno Unito. Eleggeva un membro del parlamento con il sistema first-past-the-post, ossia maggioritario a turno unico; il collegio è stato abolito in occasione della revisione periodica del 2024.

## Estensione
- 1955-1974: i ward del County Borough di Nottingham di Byron, Mapperley, Portland e  St Albans, e il distretto urbano di Hucknall.
- 1974-1983: i ward del County Borough di Nottingham di Byron, Forest, Mapperley, Portland, Radford e St Albans.
- 1983-2010: i ward della città di Nottingham di Aspley, Beechdale, Bestwood Park, Bilborough, Bulwell East, Bulwell West, Byron, Portland e Strelley.
- 2010-2024: i ward della città di Nottingham di Aspley, Basford, Bestwood, Bilborough, Bulwell e Bulwell Forest.

## Membri del parlamento
| Elezione | Elezione         | Deputato         | Partito          |
| -------- | ---------------- | ---------------- | ---------------- |
|          | 1955             | James Harrison   | Laburista        |
| 1959     | William Whitlock |                  | Laburista        |
|          | 1983             | Richard Ottaway  | Conservatore     |
|          | 1987             | Graham Allen     | Laburista        |
|          | 2017             | Alex Norris      | Laburista Co-Op  |
|          | 2024             | Collegio abolito | Collegio abolito |

## Elezioni

### Elezioni negli anni 2010
| Partito                    | Partito                                      | Candidato                  | Risultati 12 dicembre 2019 | Risultati 12 dicembre 2019 |
| Partito                    | Partito                                      | Candidato                  | Voti                       | %                          |
| -------------------------- | -------------------------------------------- | -------------------------- | -------------------------- | -------------------------- |
|                            | Laburista Co-Op                              | Alex Norris                | 17 337                     | 49,08                      |
|                            | Conservatore                                 | Stuart Bestwick            | 12 847                     | 36,37                      |
|                            | Brexit                                       | Julian Carter              | 2 686                      | 7,60                       |
|                            | Lib Dem                                      | Christina Morgan-Danvers   | 1 583                      | 4,48                       |
|                            | Verdi                                        | Andrew Jones               | 868                        | 2,46                       |
|                            |                                              |                            |                            |                            |
| Iscritti                   | Iscritti                                     | Iscritti                   | 66 495                     | 100,00                     |
| ↳ Votanti (% su iscritti)  | ↳ Votanti (% su iscritti)                    | ↳ Votanti (% su iscritti)  | 35 321                     | 53,12                      |
| ↳ Astenuti (% su iscritti) | ↳ Astenuti (% su iscritti)                   | ↳ Astenuti (% su iscritti) | 31 174                     | 46,88                      |
|                            |                                              |                            |                            |                            |
|                            | Esito: collegio confermato a Laburista Co-Op |                            |                            |                            |

| Partito                    | Partito                                      | Candidato                  | Risultati 8 giugno 2017 | Risultati 8 giugno 2017 |
| Partito                    | Partito                                      | Candidato                  | Voti                    | %                       |
| -------------------------- | -------------------------------------------- | -------------------------- | ----------------------- | ----------------------- |
|                            | Laburista Co-Op                              | Alex Norris                | 23 067                  | 60,20                   |
|                            | Conservatore                                 | Jack Tinley                | 11 907                  | 31,07                   |
|                            | UKIP                                         | Stephen Crosby             | 2 133                   | 5,57                    |
|                            | Lib Dem                                      | Tadeusz Jones              | 674                     | 1,76                    |
|                            | Verdi                                        | Kirsty Jones               | 538                     | 1,40                    |
|                            |                                              |                            |                         |                         |
| Iscritti                   | Iscritti                                     | Iscritti                   | 66 874                  | 100,00                  |
| ↳ Votanti (% su iscritti)  | ↳ Votanti (% su iscritti)                    | ↳ Votanti (% su iscritti)  | 38 319                  | 57,30                   |
| ↳ Astenuti (% su iscritti) | ↳ Astenuti (% su iscritti)                   | ↳ Astenuti (% su iscritti) | 28 555                  | 42,70                   |
|                            |                                              |                            |                         |                         |
|                            | Esito: collegio confermato a Laburista Co-Op |                            |                         |                         |

| Partito                    | Partito                                | Candidato                  | Risultati 7 maggio 2015 | Risultati 7 maggio 2015 |
| Partito                    | Partito                                | Candidato                  | Voti                    | %                       |
| -------------------------- | -------------------------------------- | -------------------------- | ----------------------- | ----------------------- |
|                            | Laburista                              | Graham Allen               | 19 283                  | 54,56                   |
|                            | Conservatore                           | Louise Burfitt-Dons        | 7 423                   | 21,00                   |
|                            | UKIP                                   | Stephen Crosby             | 6 542                   | 18,51                   |
|                            | Verdi                                  | Katharina Boettge          | 1 088                   | 3,08                    |
|                            | Lib Dem                                | Tony Sutton                | 847                     | 2,40                    |
|                            | TUSC                                   | Cathy Meadows              | 160                     | 0,45                    |
|                            |                                        |                            |                         |                         |
| Iscritti                   | Iscritti                               | Iscritti                   | 63 964                  | 100,00                  |
| ↳ Votanti (% su iscritti)  | ↳ Votanti (% su iscritti)              | ↳ Votanti (% su iscritti)  | 35 343                  | 55,25                   |
| ↳ Astenuti (% su iscritti) | ↳ Astenuti (% su iscritti)             | ↳ Astenuti (% su iscritti) | 28 621                  | 44,75                   |
|                            |                                        |                            |                         |                         |
|                            | Esito: collegio confermato a Laburista |                            |                         |                         |

| Partito                    | Partito                                | Candidato                  | Risultati 6 maggio 2010 | Risultati 6 maggio 2010 |
| Partito                    | Partito                                | Candidato                  | Voti                    | %                       |
| -------------------------- | -------------------------------------- | -------------------------- | ----------------------- | ----------------------- |
|                            | Laburista                              | Graham Allen               | 16 648                  | 48,55                   |
|                            | Conservatore                           | Martin Curtis              | 8 508                   | 24,81                   |
|                            | Lib Dem                                | Tim Ball                   | 5 849                   | 17,06                   |
|                            | BNP                                    | Simon Brindley             | 1 944                   | 5,67                    |
|                            | UKIP                                   | Irenea Marriott            | 1 338                   | 3,90                    |
|                            |                                        |                            |                         |                         |
| Iscritti                   | Iscritti                               | Iscritti                   | 63 256                  | 100,00                  |
| ↳ Votanti (% su iscritti)  | ↳ Votanti (% su iscritti)              | ↳ Votanti (% su iscritti)  | 34 287                  | 54,20                   |
| ↳ Astenuti (% su iscritti) | ↳ Astenuti (% su iscritti)             | ↳ Astenuti (% su iscritti) | 28 969                  | 45,80                   |
|                            |                                        |                            |                         |                         |
|                            | Esito: collegio confermato a Laburista |                            |                         |                         |

### Elezioni negli anni 2000
| Partito                    | Partito                                | Candidato                  | Risultati 5 maggio 2005 | Risultati 5 maggio 2005 |
| Partito                    | Partito                                | Candidato                  | Voti                    | %                       |
| -------------------------- | -------------------------------------- | -------------------------- | ----------------------- | ----------------------- |
|                            | Laburista                              | Graham Allen               | 17 842                  | 58,72                   |
|                            | Conservatore                           | Priti Patel                | 5 671                   | 18,67                   |
|                            | Lib Dem                                | Tim Ball                   | 5 190                   | 17,08                   |
|                            | UKIP                                   | Irena Marriott             | 1 680                   | 5,53                    |
|                            |                                        |                            |                         |                         |
| Iscritti                   | Iscritti                               | Iscritti                   | 61 879                  | 100,00                  |
| ↳ Votanti (% su iscritti)  | ↳ Votanti (% su iscritti)              | ↳ Votanti (% su iscritti)  | 30 383                  | 49,10                   |
| ↳ Astenuti (% su iscritti) | ↳ Astenuti (% su iscritti)             | ↳ Astenuti (% su iscritti) | 31 496                  | 50,90                   |
|                            |                                        |                            |                         |                         |
|                            | Esito: collegio confermato a Laburista |                            |                         |                         |

| Partito                    | Partito                                | Candidato                  | Risultati 7 giugno 2001 | Risultati 7 giugno 2001 |
| Partito                    | Partito                                | Candidato                  | Voti                    | %                       |
| -------------------------- | -------------------------------------- | -------------------------- | ----------------------- | ----------------------- |
|                            | Laburista                              | Graham Allen               | 19 392                  | 64,55                   |
|                            | Conservatore                           | Martin Wright              | 7 152                   | 23,81                   |
|                            | Lib Dem                                | Rob Lee                    | 3 177                   | 10,58                   |
|                            | Alleanza Socialista                    | Andrew Botham              | 321                     | 1,07                    |
|                            |                                        |                            |                         |                         |
| Iscritti                   | Iscritti                               | Iscritti                   | 64 329                  | 100,00                  |
| ↳ Votanti (% su iscritti)  | ↳ Votanti (% su iscritti)              | ↳ Votanti (% su iscritti)  | 30 042                  | 46,70                   |
| ↳ Astenuti (% su iscritti) | ↳ Astenuti (% su iscritti)             | ↳ Astenuti (% su iscritti) | 34 287                  | 53,30                   |
|                            |                                        |                            |                         |                         |
|                            | Esito: collegio confermato a Laburista |                            |                         |                         |

## Risultati dei referendum

### Referendum sulla permanenza del Regno Unito nell'Unione europea del 2016
|             | Collegio         | Lasciare UE % | Rimanere in UE % |
| ----------- | ---------------- | ------------- | ---------------- |
|             | Nottingham North | 63,8%         | 36,2%            |
| Inghilterra | 53,3%            | 46,7%         |                  |
| Regno Unito | 51,9%            | 48,1%         |                  |